# Andrea Parodi
Pour les articles homonymes, voir Parodi.
Andrea Parodi (Porto Torres, 18 juillet 1955 - Quartu Sant'Elena, 17 octobre 2006) est un chanteur italien, fondateur du groupe sarde Tazenda.

## Biographie
Né d'un père ligure (de Savone) et d'une mère sarde, Andrea Parodi obtient son diplôme à l'Istituto Tecnico Nautico de sa ville natale.
Ensuite, il acquiert une longue expérience au sein du Coro degli Angeli de Sassari, un groupe formé en 1977 sous le nom de Sole Nero, et qui au début des années 1980 collabore avec Gianni Morandi.
Doté d'une voix particulièrement riche de nuances, Parodi a été pendant longtemps le chanteur du groupe Tazenda, dont il est l'un des membres fondateurs avec Luigi Camedda et Gino Marielli, et avec lesquels il participe dans les années 1990 a deux éditions du Festival de Sanremo, et au Festivalbar de 1992.
Il est aussi réalisateur, car c'est lui qui dirige les vidéoclips du groupe, et aussi quelques documentaires sur la Sardaigne. Il prend aussi l'étiquette de producteur d'autres artistes sardes, comme Marino De Rosas.
En 1997, il prend l'amère décision de sortir du groupe afin d'entreprendre une carrière solo. Cependant, son premier album solo Abacada ne rencontre pas le succès escompté. Malgré cela, et justement dans les dernières années, il retrouve le succès grâce à sa collaboration avec Noa et avec Al Di Meola, avec lequel il publie un CD live. Avec ce dernier, il a même entrepris une tournée européenne, à guichets fermés à presque toutes les dates.
en 2006, il décide de collaborer à nouveau avec ses anciens amis de Tazenda, obtenant ainsi un nouveau succès auprès du public : lors du concert à Porto Torres (le 4 juin 2006) on pouvait compter 20 000 personnes et plus de 15 000 à La Maddalena (le 20 août 2006). Leur dernier concert est donné à l'amphithéâtre romain de Cagliari, concert qui est filmé et mis en vente avec le quotidien L'Unione Sarda.
Andrea Parodi meurt après quelques jours de coma à Quartu Sant'Elena, le 17 octobre 2006. L'artiste luttait avec ténacité depuis un an contre un cancer.

## Discographie

### Avec leCoro Degli Angeli
- 1982 - Canzoni di Mogol - Battisti
- 1986 - Misterios

### AvecTazenda
- 1988 - Tazenda
- 1991 - Murales
- 1992 - Limba
- 1993 - Il popolo rock, live con due inediti
- 1995 - Fortza paris
- 1997 - Il sole di Tazenda, raccolta con due inediti
- 2005 - Tazenda Reunion, live

### En solo
- 2002 - Abacada
- 2004 - Andrea Parodi
- 2005 - Midsummer Night in Sardinia, avec Al Di Meola
- 2006 - Intimi Raccolti, avec trois inédits
- 2007 - Rosa Resolza, avec Elena Ledda

## Documentaires
- 1995 - D'inverno, la mia Sardegna
- 1996 - La Sartiglia
- 1996 - I Candelieri